# Филиппов, Владимир Иванович (генерал, РФ)
Влади́мир Ива́нович Фили́ппов (род. 1 сентября 1955, Уфа, Башкирская АССР) — генерал-полковник, начальник войск радиационной, химической и биологической защиты Вооружённых Сил Российской Федерации (2003—2008), начальник расквартирования и обустройства — заместитель Министра обороны Российской Федерации (2008—2010).

## Биография
Родился 1 сентября 1955 года в Уфе Башкирской АССР.
Окончил Костромское высшее военное командное училище химической защиты (1973—1977), Военную академию химической защиты имени Маршала Советского Союза С. К. Тимошенко (1984—1987), Военную академию Генерального штаба Вооруженных Сил (1996—1998).
На военную службу поступил 1 августа 1973 года.
Проходил службу:
- командиром взвода, (с1977 г.)
- командиром роты спецобработки отдельного батальона химической защиты,
- командиром отдельной роты химической защиты танковой дивизии гвардейской танковой армии ГСВГ, (по 1982 г.),
- начальником химической службы кадра мотострелкового полка кадра мотострелковой дивизии Забайкальского военного округа (1982—1984),
- слушателем ВАХЗ, окончил командный факультет (1984—1987)
- командиром батальона (РХБ) защиты и командиром кадра батальона РХ разведки кадра бригады химической защиты войск Прибалтийского военного округа(1988—1992)
- заместителем командира мобильного полка ликвидации последствий аварий Приволжского военного округа (1992—1993)
- заместителем командира и командиром отдельной бригады химической защиты Уральского военного округа (1993—1996),
- слушатель ВА ГШ, окончил основной факультет.
- начальником штаба Войск РХБ защиты Приволжского военного округа (1998—1999),
- начальником Войск РХБ защиты Уральского военного округа (1999 — 03.2001),
- начальником Войск РХБ защиты Приволжско-Уральского военного округа (03.2001 — 11.2002),
- заместителем начальника Войск РХБ защиты ВС России (11.2002 — 05.2003),
- начальником войск радиационной, химической и биологической защиты Вооружённых Сил Российской Федерации (05.2003 — 26.04.2008),
- начальником Службы расквартирования и обустройства Минобороны России (26.04 — 17.09.2008),
- начальником расквартирования и обустройства — заместителем Министра обороны Российской Федерации (17.09.2008 — 10.01.2010).

Сменил на этом посту генерала Власова, который завершил карьеру актом самоубийства после претензий, высказанных министром обороны Сердюковым. Уволен в отставку по болезни, на посту начальника расквартирования и обустройства его сменил Григорий Нагинский.
Генерал-полковник.

## Награды
- Орден «За службу Родине в Вооружённых Силах СССР» III степени
- Орден «За заслуги перед Отечеством» IV степени (2008)
- Орден Мужества
- Орден «За военные заслуги».
- Медаль «За боевые заслуги»